# أيج أوف إمبايرز 2: ذا كونكرز
عصر الإمبراطوريات 2: الفاتحون (بالإنجليزية: Age of Empires II: The Conquerors) هي حزمة التطوير لسنة 1999 للعبة استراتيجية الوقت الحقيقي Age of Empires II. الفاتحون هي الإخراج الرابع لسلسلة Age of Empires من طرف مايكروسوفت جيم ستوديوز وإنسمبل ستوديوز. وتضيف خمس حضارات جديدة (الآزتك، المايا، الإسبانية، الهون، الكورية)، 4 حملات (campaigns) جديدة، 11 وحدة جديدة، و26 تقنية جديدة، صيغات لعب جديدة، خرائط جديدة وتعديلات صغيرة مختلفة جديدة لطريقة اللعب.